# Trichiorhyssemus alternatus
Trichiorhyssemus alternatus är en skalbaggsart som beskrevs av Hinton 1938. Trichiorhyssemus alternatus ingår i släktet Trichiorhyssemus och familjen Aphodiidae. Inga underarter finns listade i Catalogue of Life.